# Bernard Ładysz
Bernard Ładysz, né le 24 juillet 1922 à Wilno (aujourd'hui Vilnius en Lituanie) et mort le 25 juillet 2020,, est un chanteur d'opéra (baryton-basse) et acteur polonais. Il a servi dans l'armée polonaise sous l'occupation avant d'être déporté à Kalouga et dans les années d'après-guerre, rejoignant l'ensemble artistique de l'armée polonaise (pl). devenant un des solistes polonais les plus populaires.

## Biographie
Mobilisé dans l'armée polonaise en 1939 à Wilno, il participe à la Résistance polonaise en rejoignant comme sergent l'Armia Krajowa tout en commençant ses études musicales. Après sa participation à l'Opération Tempête, il est arrêté par le NKVD et déporté dans un camp à Kalouga. À son retour en Pologne, il reprend de 1946 à 1948 des études de chant à l'École supérieure de musique (Conservatoire) de Varsovie. Il commence sa carrière au sein de l'ensemble de musique et de danse de l'Armée polonaise (pl). 
De 1950 à 1979, il est soliste de l'Opéra national de Varsovie (Teatr Wielki). Il est lauréat de nombreux prix en Pologne et à l'étranger, parmi lesquels on peut noter le « primo premio assoluto » du Concours international de musique Gian-Battista-Viotti en 1956, qui facilite les débuts de sa carrière internationale au Teatro Massimo Victor-Emmanuel de Palerme.
Il joue ensuite sur tous les continents, de l'Australie aux Amériques en passant par la Chine. Il est le premier artiste polonais à être soliste de l'enregistrement complet d'opéra pour Columbia aux côtés de Maria Callas dans l'enregistrement de Lucia di Lammermoor sous la direction de Tullio Serafin. Columbia invite plus tard Bernard Ładysz à enregistrer un album avec les d'airs d'opéra de Verdi et de compositeurs russes.
Il est invité au Festival de la chanson soviétique de Zielona Góra.
Il est soliste dans les opéras Eugène Onéguine, Le Manoir hanté, Halka, Faust, Le Barbier de Séville, Don Giovanni, Don Carlos, Le Roi Roger. Ses prestations sont diffusées à la radio et enregistrées sur disques vinyle et CD. Il participe à de nombreux festivals, et aux créations en première mondiale d’œuvres de Krzysztof Penderecki : Les Diables de Loudun, la Passion selon saint Luc et Utrenja (Jutrznia). Il évolue également dans un répertoire plus léger, par exemple dans le rôle de Tevye (en) de la comédie musicale Un violon sur le toit, des représentations sur scène et des émissions à la radio et à la télévision polonaise. Il a enregistré et filmé le fameux morceau musical de Domenico Cimarosa « Il maestro di cappella (en) ».
Le musicologue et compositeur russe réputé Igor Boelza, auteur de monographies consacrées à la musique polonaise, écrit après des représentations du Teatr Wielki de Varsovie à Moscou, dans la Pravda : « Le Teatr Wielki compte dans ses rangs de très grands chanteurs comme l'une des meilleures basses du monde, Bernard Ładysz.»

## Filmographie
- 1965 : Czas pokoju de Tadeusz Konwicki
- 1968 : La Poupée (Lalka) de Wojciech Has
- 1975 : La Terre de la grande promesse d'Andrzej Wajda
- 1981 : Karaté po polsku de Wojciech Wójcik (pl)
- 1982 : Znachor (Le Rebouteux) de Jerzy Hoffman
- 1982 : Sur les bords de l'Issa de Tadeusz Konwicki
- 1983 : Pastorale Heroica de Henryk Bielski
- 1985 : Pierścień i róża (en) de Jerzy Gruza
- 1999 : Par le fer et par le feu (Ogniem i mieczem) de Jerzy Hoffman